# Concesiunea română din Saranda
Concesiunea română din Saranda (în albaneză Koncesioni rumun në Sarandë) a fost un teritoriu din cadrul orașului albanez Saranda administrat de România între 13 august 1934 și 7 aprilie 1939.
Teritoriul, situat pe o coastă a Mării Adriatice, a fost acordat în 1934 de regele Zog I al Albaniei istoricului și politicianului român Nicolae Iorga, în semn de recunoaștere pentru întreaga activitate științifică a acestuia din urmă cu privire la istoria albaneză.
La 13 august 1934 Iorga a donat jumătate din acest teritoriu statului român, acordând astfel României un teritoriu de peste mări și o coastă la Marea Adriatică.
În cadrul concesiunii a fost fondat în 1937 un institut românesc. Clădirea institutului a fost proiectată de arhitectul român Petre Antonescu. Institutul a funcționat între 1937 și 1940, apoi din nou între 1942 și 1944.
Concesiunea a fost achiziționată de România prin „soft power” și, prin urmare, elemente ale Forțelor Armate Române nu au fost niciodată dislocate în zonă. Teritoriul a fost în cele din urmă cucerit de Italia, împreună cu toată Albania, în aprilie 1939.
Autoritățile române au subliniat de-a lungul timpului importanța finalizării rapide a procesului de retrocedare a Casei Iorga din Saranda, proprietate a statului român, naționalizată după instaurarea regimului comunist în Albania și vândută de autoritățile albaneze unei persoane private după căderea regimului totalitar în 1991.